# Szalay József (tápiószelei plébános)
Tornóci Szalay József (Örkény, 1814. február 23. – Budapest, 1883. július 16.), tápiószelei plébános, iskolaalapító, iskolaigazgató, budapesti bérház tulajdonos.

## Családja és származása
A római katolikus nemesi származású tornóczi Szalay család sarja; Szalay József plébánosnak az ükapja Szalay János feleségével, Vargha Erzsébettel, 1688. január 5-én szerzett armálist I. Lipót magyar királytól. Apja tornóczi Szalay József (1780–1852), örkényi uradalmi ispán a gróf Grassalkovich családnál, bényei földbirtokos, anyja a nemes Takáts másképp Deák családból való nemes Takáts Abigél (1795–1849), akinek őse Takács (másképp Deák) György 1694. szeptember 10-én címeres nemeslevelet szerzett I. Lipót magyar királytól. Az apai nagyszülei tornóczi Szalay Gábor (1741–1826), tornóci földbirtokos és Riskovics Erzsébet (1760–1808) voltak; Szalay Gáborné Riskovics Erzsébetnek a bátyja nemes Riskovics József (1736–1795) pesti sebészorvos, Pest-Pilis-Solt-Kiskun vármegye és Pest város tisztiorvosa, könyvgyűjtő. Szalay József plébánosnak az anyai nagyszülei nemes Takáts Ádám (1758–1812), tápióbicskei földbirtokos, és tápióbicskei Bitskey Abigél (1758–1846) voltak.
Szalay József plébánosnak két fiú- és öt leánytestvére érte el a felnőttkort, többek között: Szalay Julianna, nemes Tormássy Benő (1813–1866) kecskeméti főszolgabírónak a neje, Szalay Terézia (1818–1857), persai Persay János (1813–1870), áporkai földbirtokosnak a neje, Szalay István (1822–1863), tápióbicskei földbirtokos, kőkészi Csernyus Pálné Szalay Viktória (1826–1850), illetve Szalay Bertalan (1838–1870), áporkai földbirtokos.

## Élete
A filozófiát és a teológiát Vácon elvégezve, 1836. augusztus 28-án pappá szentelték. Tizenhárom évi káplánkodás után, 1849-ben szendehelyi adminisztrátor, majd plébános lett. Innen 1855-ben Tápiószelére ment át. A tápiószelei templomszögi római katolikus iskolát 1862-ben 2 tanteremmel Szalay József plébános építtette. Azonban tanítás csak az egyik tanteremben folyt, hová 156—200 gyermek sereglett össze, sokszor a község legmesszebb fekvő helyeiről is. A jeles lelkész alig hat éves tápiószelei szolgálata után a majdnem romokban átvett egyházat mind kulcsínra, mind belszerkezetre nézve tömérdek költséggel ugyan, de teljesen megnyittatta. Farmoson (mint a hozzá tartozó filián) az ott tagosításkor nyert 20 hold földnek használatát évenként az iskola és szegényebb gyermekek segélyezésére nagylelkűen felajánlotta; azonkívül a derék lelkész úr becses neve minden a hazánkban életbeléptetett jótékony célű intézetekre áldozó hazafiak koszorújában szerénykedik. Ő nem csak fáradatlan és buzgó lelkésznek, hanem különösen jeles gazdásznak is tekintették, ki az általa létrehozott új iskolában fiatal híveit nem csak a rendszeres tanokban, hanem ily földművelő országban az annyira szükséges elemi gazdászatban is atyailag oktatták és több árva gyermeket saját költségén neveltetett.
Szalay József az szelefarmosi anyaegyház részére új, hatváltozatú orgonát, oltárképeket, zászlókat és oltárterítőket készíttetett. Szép tettei és lelkipásztori buzgósága híveit helyben úgy mint a tanyákon szent lelkesedésre indították. Figyelme azonban távolabbra is kiterjedt, így Pesten öröklött háza jövedelmét több éven át a városnak engedte, hogy a Ferenc-külvárosban az anyaiskolától távol lakó gyermekek számára fiókiskola alapíttassék, mi mégis történt.
1875-ben a javadalomról lemondva, Budapestre költözött és ott halt meg, 1883. július 16-án.